# رادل (ویرجینیای غربی)
رادل (به انگلیسی: Ruddle) یک منطقهٔ مسکونی در ایالات متحده آمریکا است که در شهرستان پندلتن، ویرجینیای غربی واقع شده‌است.